# Egyptiska revolutionen 1919

Egyptens revolutionslfagga, 1919.

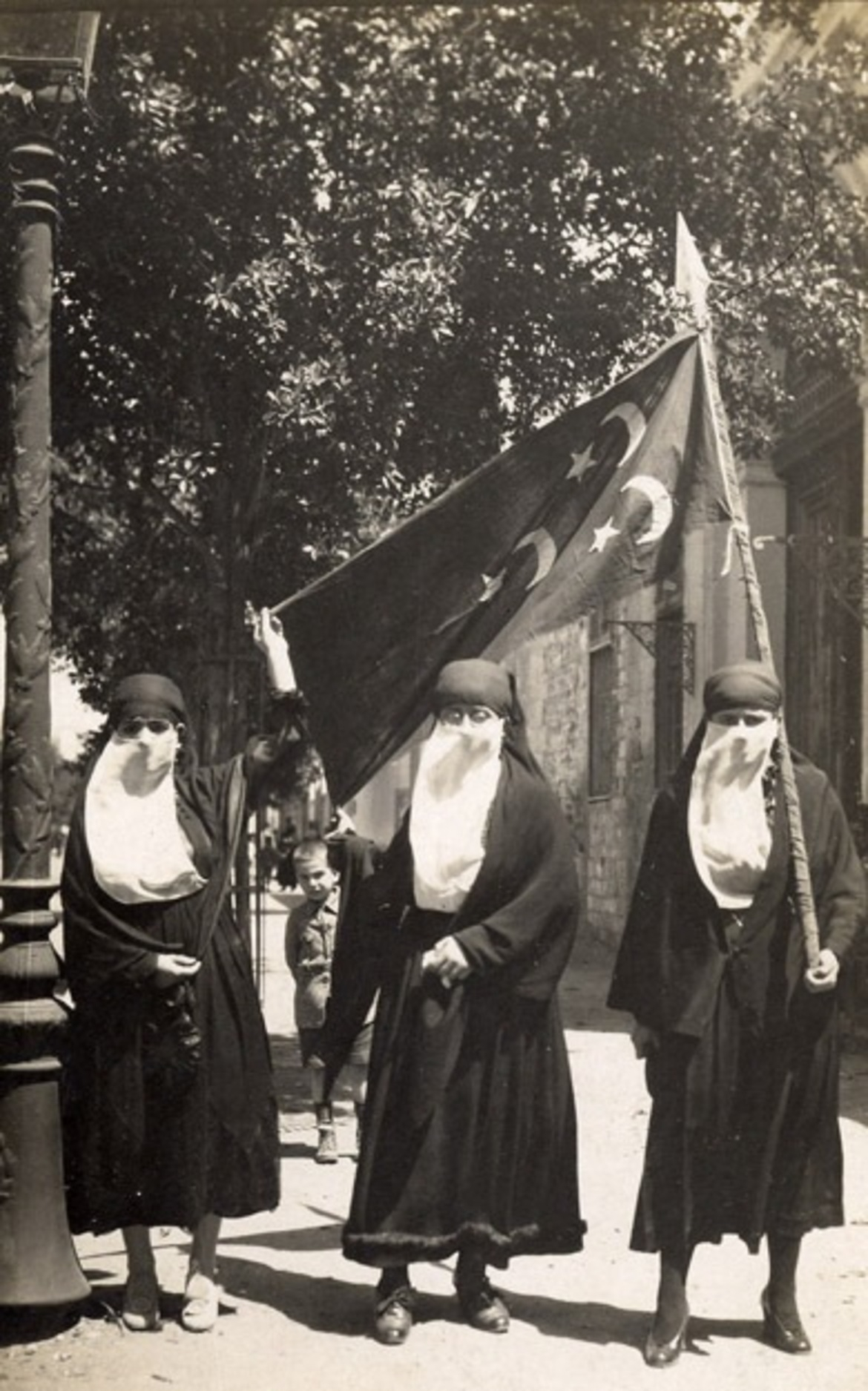
Egyptiska kvinnor demonstrerar med män under revolutionen.

Egyptiska revolutionen 1919 var en revolution i Egypten mot britternas militära närvaro i Egypten och Sudan. Den utfördes av egyptier och sudaneser efter brittisk-berodrad exil av revolutionsledaren Saad Zaghlul, och andra medlemmar av Wafdpartiet 1919. 
Revolutionen ledde till Storbritanniens erkännande av Egyptens oberoende 1922, och till införandet av en ny egyptisk konstitution 1923. Britterna vägrade dock att helt erkänna Egyptens suveränitet över Sudan, eller dra tillbaka sina soldater från Suezkanalen, vilket kom att leda till anglo-egyptiska relationsproblem som slutligen ledde till the Egyptiska revolutionen 1952.

## Bakgrund
Fastän Osmanska riket länge behöll suveräniteten över Egypten, försvagades de politiska förbindelserna genom Muhammad Alis maktövertagande i Egypten 1805, och då Storbritanniens militära närvaro i Egypten började 1882. Mellan 1883 och 1914, förblev khediven av Egypten och Sudan den officielle härskaren i Egypten, men den stora makten låg i själva verket hos den brittiske generalkonsulen.
Då Fälttåget i Kaukasus bröt ut under första världskriget och ledde till stridigheter mellan Ryssland och Osmanska riket, infördes undantagstillstånd i Egypten. Den 14 december 1914 blev Egypten ett eget sultanat, och förklarades så under brittiskt protektorat, vilket blev det definitiva slutet på osmanskt inflytande över Egypten. Villkoren fick egyptiska nationalister att tro det handlade om ett tillfälligt avtal som var tänkt att efter kriget ändras till ett bilateralt vtal med britterna.

## Efterspel
Fastän britterna erbjöd sig att erkänna  Egypten som självständig stat, skedde det bara på villkor. Följande krav ställdes: Säkrandet av britternas kommunikation; skydded av Egypten mot utländsk aggression; skyddandet av utländska intressen i Egypten; och Sudan.
Wafdpartiet antog en ny egyptisk konstitution 1923 baserad på parliamentarismens representativa system. Storbritanniens militära närvaro på egyptisk mark pågick fortfarande vid denna tid. Dessutom förblev Sudan ett Anglo-egyptisk kondominat. Saad Zaghlul became the first popularly elected Prime Minister of Egypt in 1924.

## I populärkultur
Revolutionen beskrivs i Naguib Mahfouzs roman Mellan de två slotten.

### Fotnoter
1. 1 2  Vatikitotis 1992, p. 240-243
2. ↑  Vatikitotis 1992, p. 264